# Texochitl
Texochitl är en ort i Mexiko.   Den ligger i kommunen Tamazunchale och delstaten San Luis Potosí, i den sydöstra delen av landet, 200 km norr om huvudstaden Mexico City. Texochitl ligger 315 meter över havet och antalet invånare är 137.
Terrängen runt Texochitl är kuperad österut, men västerut är den bergig. Terrängen runt Texochitl sluttar österut. Runt Texochitl är det ganska tätbefolkat, med 56 invånare per kvadratkilometer. Närmaste större samhälle är Tamazunchale, 4,8 km nordost om Texochitl. I omgivningarna runt Texochitl växer huvudsakligen savannskog.